# Дворец железнодорожников (Львов)

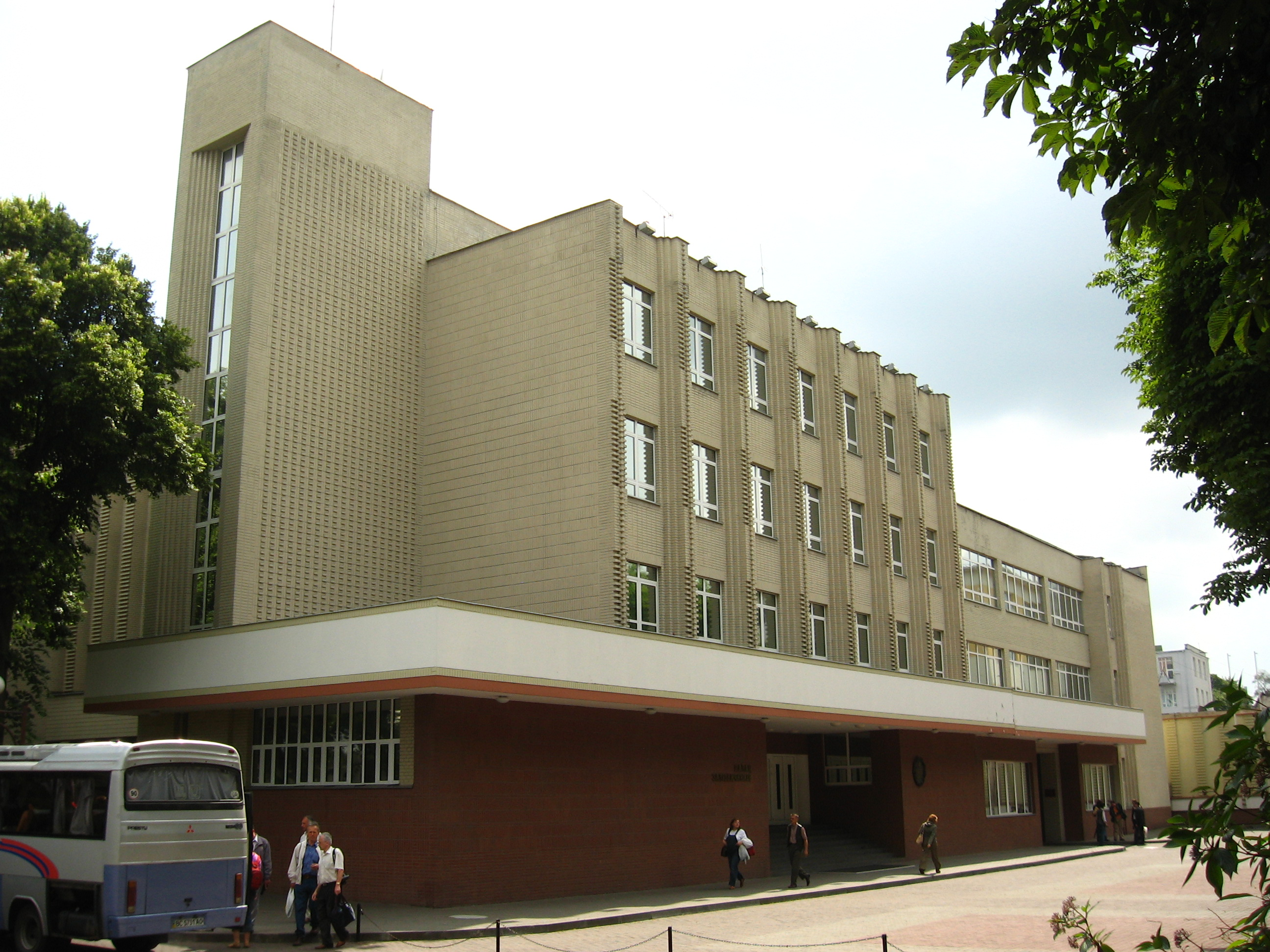
Львовский Дворец железнодорожников

Дворе́ц железнодоро́жников (укр. Палац залізничників) — здание, принадлежащее Львовской железной дороге. Расположен по адресу: Львов, ул. Федьковича, 54/56.
Был построен в 1937 году по проекту польского архитектора Я.Зарембы на участке, ранее принадлежавшем снесённому старинному Городоцкому кладбищу. С 1938 по 1944 год здесь содержался кинотеатр «Рокси» (Roxy). Его владельцами были Эдвард Бжезиньски, Игнаци и Альфред Нестль. После Великой Отечественной войны здесь традиционно действовал кинотеатр, который не имел официального названия. До наших времен среди львовян сохранилось устное название «Рокс».
По другой версии, название «Рокс» появилось при ином прочтении первых букв аббревиатуры Polska Kolejowa Spółka, в которой латинская P заменялась на неотличимую от написания кириллическую Р.
14-15 мая 1999 года во дворце железнодорожников прошла Шестая встреча лидеров стран Центральной и Восточной Европы (львовский саммит).
Во дворце железнодорожников расположен Музей истории Львовской железной дороги.
В 1990 — начале 2000-х годов во Львове действовала преступная группировка «Рокс», объединявшая выходцев из данного района. Во главе группировки стоял Орест «Завиня» Завинский